# Orphei drängar
El asociación coral sueca Sångsällskapet Orphei Drängar (conocida como Orphei Drängar o simplemente OD) fue fundada en Upsala en 1853. Junto a Allmänna sången, es uno de los coros estudiantiles tradicionales más reconocidos de Suecia y Europa.
La sociedad coral fue fundada por una docena de estudiantes de la Universidad de Upsala en la Gamla torget, "El Viejo Mercado", junto al río Fyris y el puente de la catedral ("Dombron") en Upsala. Su domicilio actual, la sala Alfvén (Alfvénsalen), se encuentra a pocos metros de este lugar, del otro lado del río. La esquina y plazoleta junto a la sala se llama Orphei drängars plats.

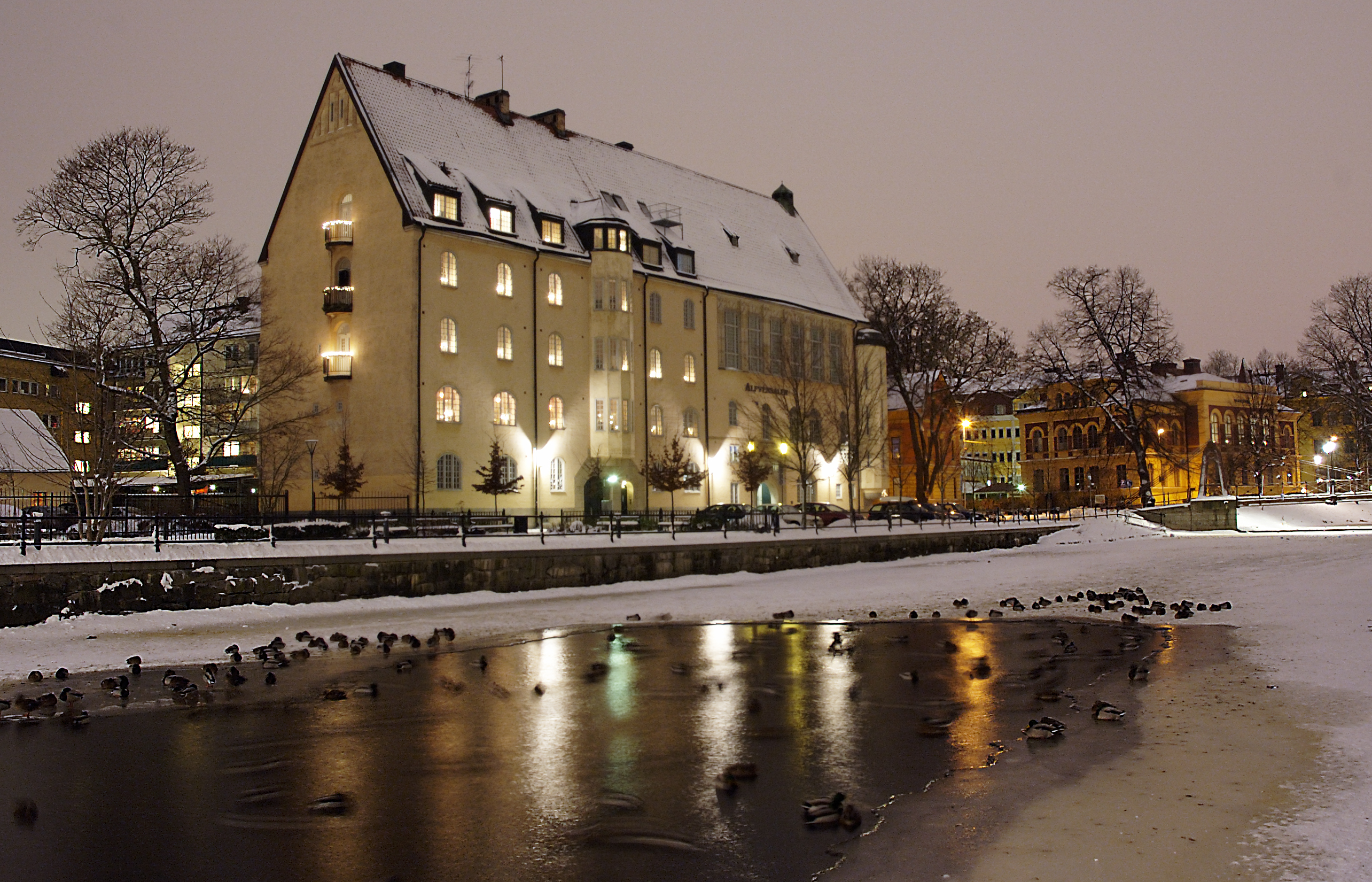
Alfvénsalen, La sala Alfvén, en el centro de Upsala, junto al río Fyris y el Järnbro (Puente de Hierro, a la derecha)

El nombre de la agrupación ("Peones, o Siervos, de Orfeo") proviene de una de las canciones que se cantaron en la fundación: Hör I Orphei Drängar (Oíd vosotros, siervos de Orfeo) del bardo Carl Michael Bellman. El coro ha estado tradicionalmente asociado a la Universidad de Upsala, y entre sus directores ha incluido a compositores como Jacob Axel Josephson y Hugo Alfvén. Desde 2008, está dirigido por Cecilia Rydinger, previa directora del coro Allmänna sången. El coro es enteramente masculino.

## Conciertos tradicionales
Orphei drängar está fuertemente ligado a tradiciones suecas, en particular a aquellas asociadas a la vida estudiantil. Sus conciertos de primavera en Upsala se transmiten por radio y televisión sueca, y representan uno de los símbolos más claros del paso del largo invierno. Otra de sus series de conciertos más conocidos son Capricerna ("Los caprichos"), comenzados en 1962. Centrados alrededor del segundo domingo de Adviento, suelen darse en el aula magna de la Universidad de Upsala. Estas y otras presentaciones son renocidas no solo por su riqueza musical sino también por innovaciones de coreografía e iluminación.
Músicos y cantantes invitados han actuado en los conciertos de OD. entre los cuales se pueden citar a Håkan Hagegård, Barbara Hendricks, Anne Sofie von Otter, entre muchos otros. Asimismo, grupos musicales han sido huéspedes en los conciertos de OD (p. ej., Dala spelmän, con música folclórica de Dalarna), así como autores como Tage Danielsson.